# Kingsport (Lovecraft)
Kingsport es una población ficticia que aparece en los escritos de H. P. Lovecraft y es usado por escritores que siguieron su tradición. La primera aparición de la ciudad fue en el cuento de Lovecraft "El viejo terrible" de 1921.

## Inspiración

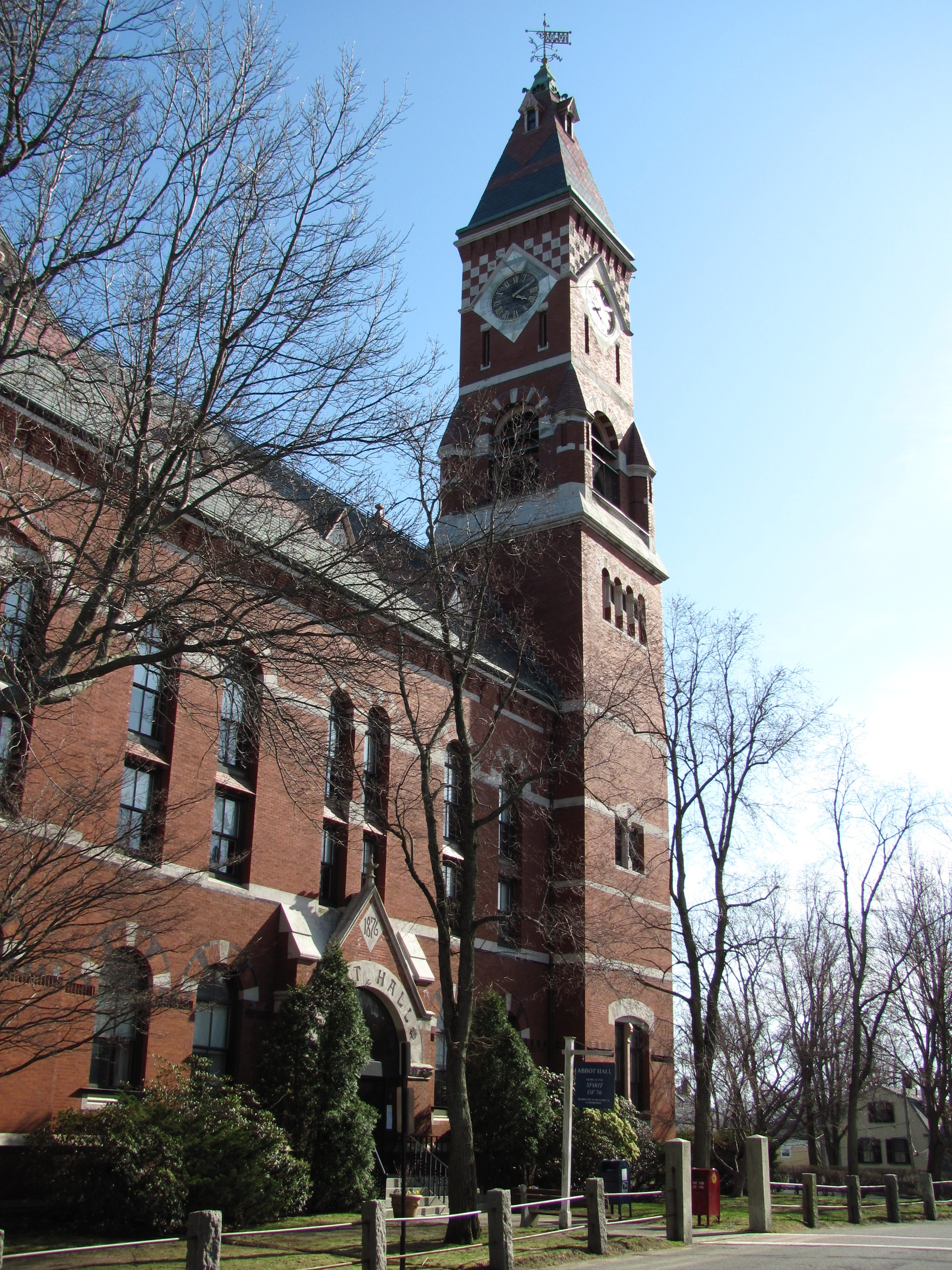
Abbott Hall en Marblehead, Massachusetts

Kingsport está basado en Marblehead, Massachusetts, una ciudad limítrofe con Salem. Lovecraft creó Kingsport aun antes haber visto su modelo de la vida real. Cuando Lovecraft visitó Marblehead en 1922, se enamoró de la ciudad y escribió con mucho sentimiento en 1929 acerca de sus experiencias allí. Lovecraft escribió acerca de haber visto el pueblo cubierto de nieve durante el ocaso y de haber experimentado su "primera mirada estupefacta de los techos amontonado y arcaicos de Marblehead". También remarca que "en aquel instante — aproximadamente de las 4:05 a las 4:10 p. m.., del 17 de diciembre de 1922 — sintió el más poderoso clímax emocional único de sus casi cuarenta años de existencia."

## Características ficticias
En la ficción de Lovecraft, Kingsport está localizado en los Estados Unidos al sureste del también ficticio pueblo de Arkham y corresponde geográficamente con la ciudad de Marblehead, Massachusetts. El alter ego de Lovecraft, Randolph Carter creció y vivió allí.
Según escritores posteriores, la ciudad fue fundada en 1639 por colonizadores de Inglaterra del sur y las Islas del Canal. Pronto se convirtió en puerto y astillero. Influido por los juicios de brujas de Salem, la ciudad colgó a cuatro supuestas brujas en 1692. Durante la guerra de independencia de los Estados Unidos, el puerto fue bloqueado por un corto periodo de tiempo por los británicos cuándo los mercaderes de la ciudad se hicieron corsarios en contra de la flota británica. En el siglo XIX, el comercio marino disminuyó y la ciudad convirtió a la pesca como su industria principal. La economía de Kingsport continuó disminuyendo durante el siglo XX y hoy sus ingresos dependen del turismo.

## Apariciones

### Escritos por Lovecraft
- El viejo terrible (1921): El epónimo residente de Kingsport vive en la calle Agua cerca del mar.
- El ceremonial (1923): El narrador anónimo es invocado a Kingsport para participar en una ceremonia extraña llevada a cabo por sus parientes distantes.
- La búsqueda en sueños de la ignota Kadath (1926): Nyarlathotep expresa admiración por la arquitectura "antediluviana" de Kingsport y su maravillosa costa. Una conclusión emotiva de la novela tiene lugar aquí.
- La llave de plata (1926): Randolph Carter ha viajado atrás en el tiempo a finales del siglo XIX donde entrevé el viejo campanario congregacional de Central Hill en Kingsport y se da cuenta de que la vieja iglesia había sido derribada para construir el Hospital Congregacional.
- La extraña casa en la Niebla (1926): El profesor Universitario Thomas Olney conoce al solitario ocupante del asentamiento epónimo, el cual se encuentra en lo alto de un acantilado de la costa de Kingsport.
- El caso de Charles Dexter Ward (1927): John Merritt menciona Kingsport y los ritos extraños que había escuchado que se realizaban ahí.
- La cosa en el umbral (1933): Asenath Waite siendo adolescente asistió a la escuela femenil Hall, en Kingsport.

### En trabajos de otros escritores
La ciudad fue mencionada en la historia corta de Robert Bloch llamada Libreta encontrada en una casa abandonada y en la trilogía Los Illuminatus creada por Robert Shea y Robert Anton Wilson. También apareció en Un huésped malvado de Gen Wolfe. El borrador original de Ramsey Campbell llamado La Iglesia en la calle Alta estaba ambientado en Kingsport, antes de que August Derleth persuadiera a Campbell para reescribir la historia en un escenario británico, la ciudad Temphill.

### En juegos
- Kingsport aparece en los juegos de tablero  La llamada de Cthulhu, Kingsport Festival, y en una expansión de Arkham Horror. El libro de consulta Kingsport: La Ciudad en las Neblinas perteneciente al universo de La Llamada de Cthulhu proporciona mapas, historia y otra información para personajes jugadores y directores de juego.
- Kingsport es uno de las cuatro ciudades en el tablero del juego Pandemia: Reino de Cthulhu (2016), una variante del juego Pandemia (2008).